# Catherine McCord
Pour les articles homonymes, voir McCord.
Catherine McCord, née le 10 mai 1974 à Louisville, Kentucky, est un mannequin, actrice et présentatrice de télévision américaine.

## Biographie
Née à Louisville (Kentucky), elle commença une carrière de mannequin dans l'agence Elite Model Management à l'âge de 14 ans.
Elle a travaillé entre autres pour Victoria's Secret et les collants L'eggs, est apparue en couverture des magazines Glamour et ELLE, et fut mannequin pour Donna Karan et Calvin Klein. Elle a co-présenté l'émission de télévision Loveline sur MTV en 1999 et 2000. Les lecteurs du magazine FHM l'ont élue comme la femme la plus sexy au monde en 2001.
Elle fait une apparition dans la série Joey (Saison 2, épisode 21, 2006) et dans le film Rédemption (Gridiron Gang) également sorti en 2006.
En 2007, elle lance le blog Weelicious, lequel conseille les parents sur la nutrition de leurs enfants, et publie deux ouvrages sur le sujet, Weelicious: One Family. One Meal en 2012, et Weelicious Lunches: Think Outside the Lunchbox en 2013.